# Bergbräu Mailaender
Bergbräu Mailaender (auch Mailänder geschrieben) war eine Brauerei in Fürth.

## Geschichte
Die Brauerei W. L. Mailaender war 1862 durch den Hopfenhändler Wolf Wilhelm Mailaender zunächst als Brauerei Mailaender gegründet worden. Mailaender hatte hierzu zwei bereits bestehende Brauereien erworben. 1883, mit dem Umzug auf die Anhöhe an der Wolfsschlucht, wurde sie fortan Bergbräu genannt.
In der zweiten Hälfte des 19. Jahrhunderts konzentrierte sich das Braugewerbe in Fürth auf fünf große Unternehmen: Humbser, Grüner-Bräu, Geismann, Evora & Meyer und eben das Mailaender (Bergbräu).
Ende des 19. Jahrhunderts gehörte die Brauerei zu den modernsten im Deutschen Reich. Sie verfügte u. a. über eine Linde-Eismaschine und war umfangreich im Export tätig. Der jährliche Bierausstoß betrug zu dieser Zeit etwa 40.000 hl.
1938 wurde Bergbräu Mailaender arisiert. Der damalige Firmenchef Fritz Mailaender konnte seinen Betrieb erst nach Ende des Krieges weiterführen, der bis 1974 in Familienbesitz existierte und schließlich von der Patrizier Brauerei durch Kapitalerhöhung übernommen wurde. Letztlich stand der Name Mailänder für eine über 100-jährige Brautradition.

## Erwähnenswertes
„Alle vier Sekunden wird ein Bergbräu Bier getrunken“, lautete der bekannteste Werbespruch der Brauerei Mailaender (später Bergbräu).
2020 wurde im Fürther Museum eine Ausstellung zum Brauwesen der Stadt gezeigt.